# みなとみらいビジネススクエア
みなとみらいビジネススクエアは、神奈川県横浜市西区みなとみらいにあるオフィスビル。事業者の東京海上日動火災保険が自社使用するほか、オフィスや店舗のテナントも入居している。

## 特徴
みなとみらいセンタービルやMMパークビル（共にオフィスビル）が並ぶみなとみらい地区33街区の北区画に位置しており、みなとみらい線のみなとみらい駅とも直結している。2004年8月竣工、翌月の9月に開業した。同地区でオフィステナントの入居を前提としたオフィスビルの開発は、1997年に竣工したクイーンズスクエア横浜内の「クイーンズタワー」や日石横浜ビル以来である。建設中の段階では「YTビル（仮称）」と称していた。
1階エントランスには地下1階からの吹き抜け空間にブリッジが架かっている。また、オフィススペースとリフレッシュスペースの照明色温度を変えることで、当ビルにおける夜間の景観に変化を持たせている。
事業者である東京海上日動火災保険の営業店（横浜中央・直轄）やサービス拠点（神奈川損害サービス部）を始めとして、当ビルの多くのフロア（主に2階〜9階）には東京海上グループ・関連会社の事業所や営業店、代理店（東海日動パートナーズ横浜支店）などが入っている。また、この他にもテナントとしてオフィス・店舗が入居している（詳細は後節参照）。
2014年6月に当ビル13・14階へ本社オフィスを移転したエイボン・プロダクツ（現：エフエムジー & ミッション）の事業計画は、横浜市の企業立地促進条例に認定されている。

## 主なテナント
本節では、東京海上グループおよび関連会社の事業所や営業店、代理店などを除いた主なテナントについて列記する。

### オフィス（2-14F）
- リコーリース 神奈川支店（5F）
- 日本IBM みなとみらい事業所（9F）[8]
- 日立パワーソリューションズ 横浜サービスセンター（10F）
- 深田サルベージ建設 横浜支店（10F）
- 芝浦情報システム 本社（10F）
- WINGS 本社（10F）
- エフエムジー & ミッション オフィス（13-14F）[5][9][10][注 1]

### 店舗（B1-1F）
- タリーズコーヒー（カフェ/店舗サイト）
- 大戸屋（和定食/店舗サイト）

## 駐車場
- トラストパークみなとみらいビジネススクエア（営業時間：8:00-21:00/最大収容台数：129台）[11]

## アクセス
- 鉄道：みなとみらい線「みなとみらい駅」と地下で直結（徒歩約3分）